# Здирко Ярослав Павлович
Ярослав Павлович Здирко (нар. 30 квітня 1987, Кременчук, Полтавська область, УРСР) — український футболіст та футзаліст, головний тренер «Кременя-2».

## Кар'єра гравця
Народився в Кременчуку. Футболом розпочав займатися у 10-річному віці. У ДЮФЛУ виступав за ДЮСШ (Кременчуцький район), КОДЮСШ (Щасливе), Олімпійський фаховий коледж імені Івана Піддубного, «Кремінь» та київський «Арсенал». З 2005 по 2009 рік виступав за «Грань» (Бузова) у чемпіонаті Київської області, а також столичні колективи МСМ, «Дарниця-КСДЮШОР» та «Батьківщину-2» у чемпіонаті Києві. Після цього захищав кольори кременчуцьких клубів «Вагонобудівник», «Комунар» та «Нафтохімік». Також захищав кольори кременчуцьких клубів Олсу, Електроцентр, Деївка, JTI у 2022 році. У 2023 році виступав за «Інтер-Авто» (Кременчук) та «Інтер-Авто 2» (Кременчук) у вищій та першій лігах чемпіонату Кременчука з футзалу.

## Кар'єра тренера
З 2012 року працював дитячо-юнацьким тренером у «Кремені». Протягом цього часу тренував «Кремінь-2002», «Кремінь-2006» та «Кремінь-2014».
14 лютого 2023 року призначений головним тренером представника Другої ліги України «Кремінь-2», з яким підписав 1-річний контракт. На вище вказаній посаді замінив Юрія Чумака, якого звільнили у листопаді 2022 року. Свої перші матчі на тренерському містку «Кремня-2» провів під час Зимового кубку ПФЛ 2023.

## Відзнаки
- Найкращий тренер молодіжної команди за версією Полтавської асоціації футболу: 2018[3].